# Maranello

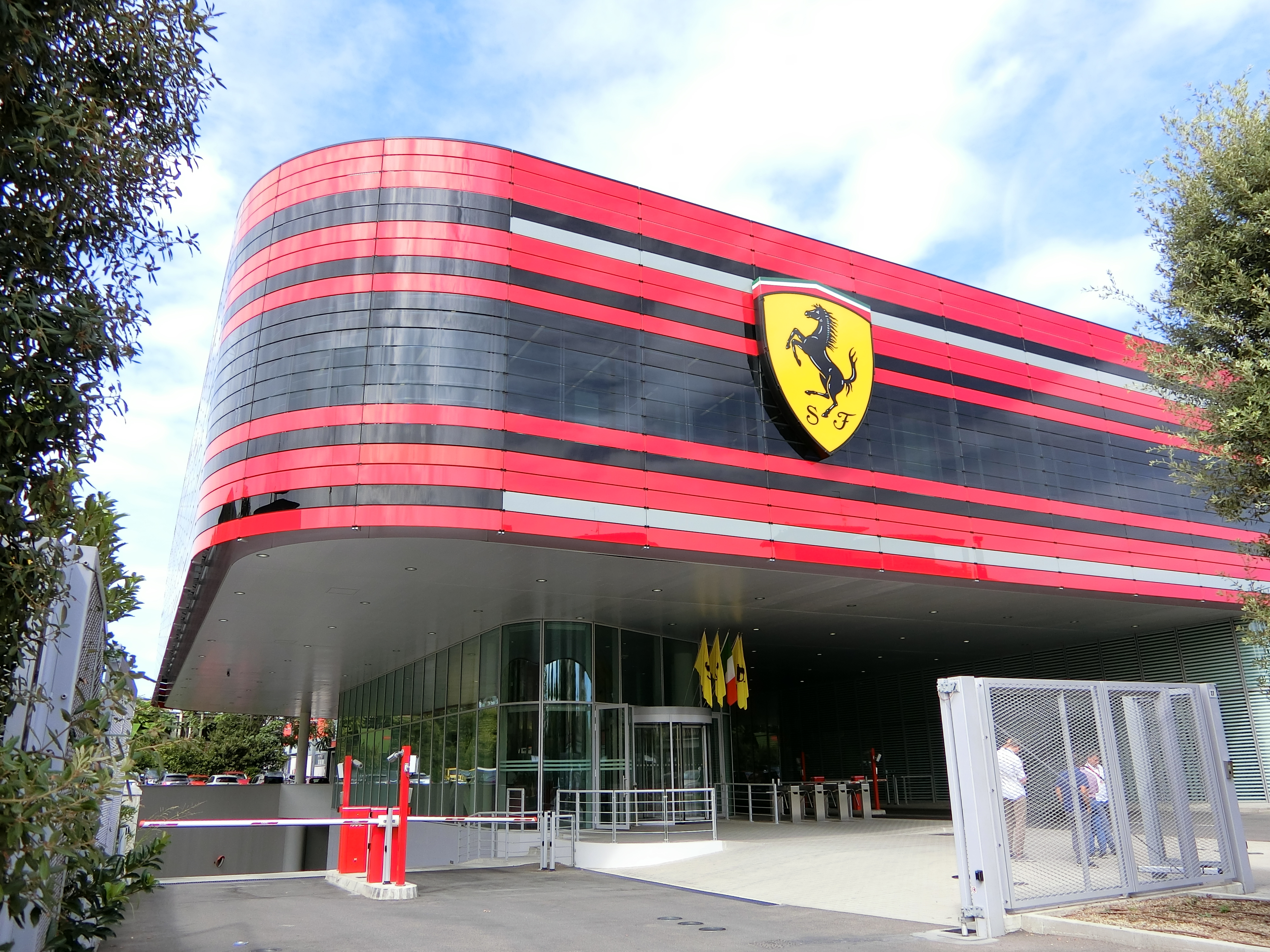

Maranello je město v provincii Modena v severní Itálii ležící 18 km od Modeny. Žije v něm přibližně 17 tisíc obyvatel.
Město je známo zejména jako sídlo automobilky Ferrari S. p. A. od 1943, kdy Enzo Ferrari přesunul výrobu Auto Avio Costruzioni (založených 1939) z Modeny, která byla základnou Scuderie Ferrari od jejího založení v roce 1929 jakožto části Alfy Romeo, kvůli bombardování během druhé světové války. Je zde též muzeum vozů Ferrari a týmu Formule 1 Scuderia Ferrari. Maranello bylo též sídlem karosárny Carrozzerie Scaglietti, nyní vlastněné firmou Ferrari. Poblíž Maranella je závodní okruh Fiorano, který používá Ferrari pro testování.

## Osobnosti města
- Enzo Ferrari (1898–1988), automobilový závodník, zakladatel automobilky Ferrari
- Michael Schumacher (* 1969), německý pilot Formule 1